# Список політичних партій Швеції

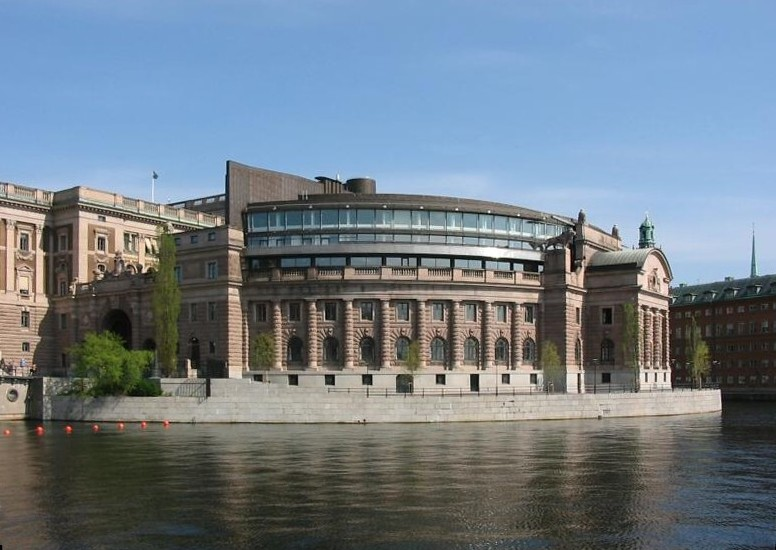
Споруда парламенту Швеції «Риксдаг»

Список політичних партій Швеції — перелік політичних партій Швеції.
У Швеції існує багатопартійна політична система з численними політичними партіями. Особливість цієї системи полягає в тому, що у партій не є можливості часто отримувати абсолютну більшість у парламенті і вони змушені формувати коаліційні уряди.
Згідно зі шведським законодавством політичною партією є група виборців (електорату), які беруть участь у виборах (елекції) під загальним партійним найменуванням. У той же час закон не встановлює жорстких вимог до створення політичних партій. Це призвело до появи в Швеції великого числа політичних організацій. Всього в країні зареєстровано 768 політичних партій. Більшість з них є партіями регіонального або місцевого рівня, також існують так звані партії «одного питання».

## Офіційно представлені партії
| Назва | Назва                                                                      | Назва | Ідеологія                            | ДР  | ДЄП | Членство      |
| ----- | -------------------------------------------------------------------------- | ----- | ------------------------------------ | --- | --- | ------------- |
|       | Соціал-демократична партія Швеції Sveriges Socialdemokratiska arbetarparti | S     | соціал-демократія                    | 100 | 5   | 89 010 (2017) |
|       | Помірна коаліційна партія Moderata samlingspartiet                         | M     | ліберальний консерватизм             | 70  | 3   | 45 535 (2017) |
|       | Шведські демократи Sverigedemokraterna                                     | SD    | соціальний консерватизм, націоналізм | 62  | 2   | 28 340 (2017) |
|       | Партія зелених Miljöpartiet de Gröna                                       | MP    | зелена політика                      | 16  | 4   | 10 719 (2017) |
|       | Партія центру Centerpartiet                                                | C     | лібералізм, аграризм                 | 31  | 1   | 29 107 (2017) |
|       | Ліва партія Vänsterpartiet                                                 | V     | соціалізм, феміністична політика     | 28  | 1   | 17 645 (2017) |
|       | Народна партія — ліберали Liberalerna                                      | L     | лібералізм, соціал-лібералізм        | 20  | 2   | 15 390 (2017) |
|       | Християнські демократи Kristdemokraterna                                   | KD    | християнська демократія,             | 22  | 1   | 20 137 (2017) |
|       | Феміністична ініціатива Feministiskt initiativ                             | FI    | радикальний фемінізм                 | 0   | 1   | 5500 (2017)   |

### Представлені у Риксдагу
- Альянс за Швецію

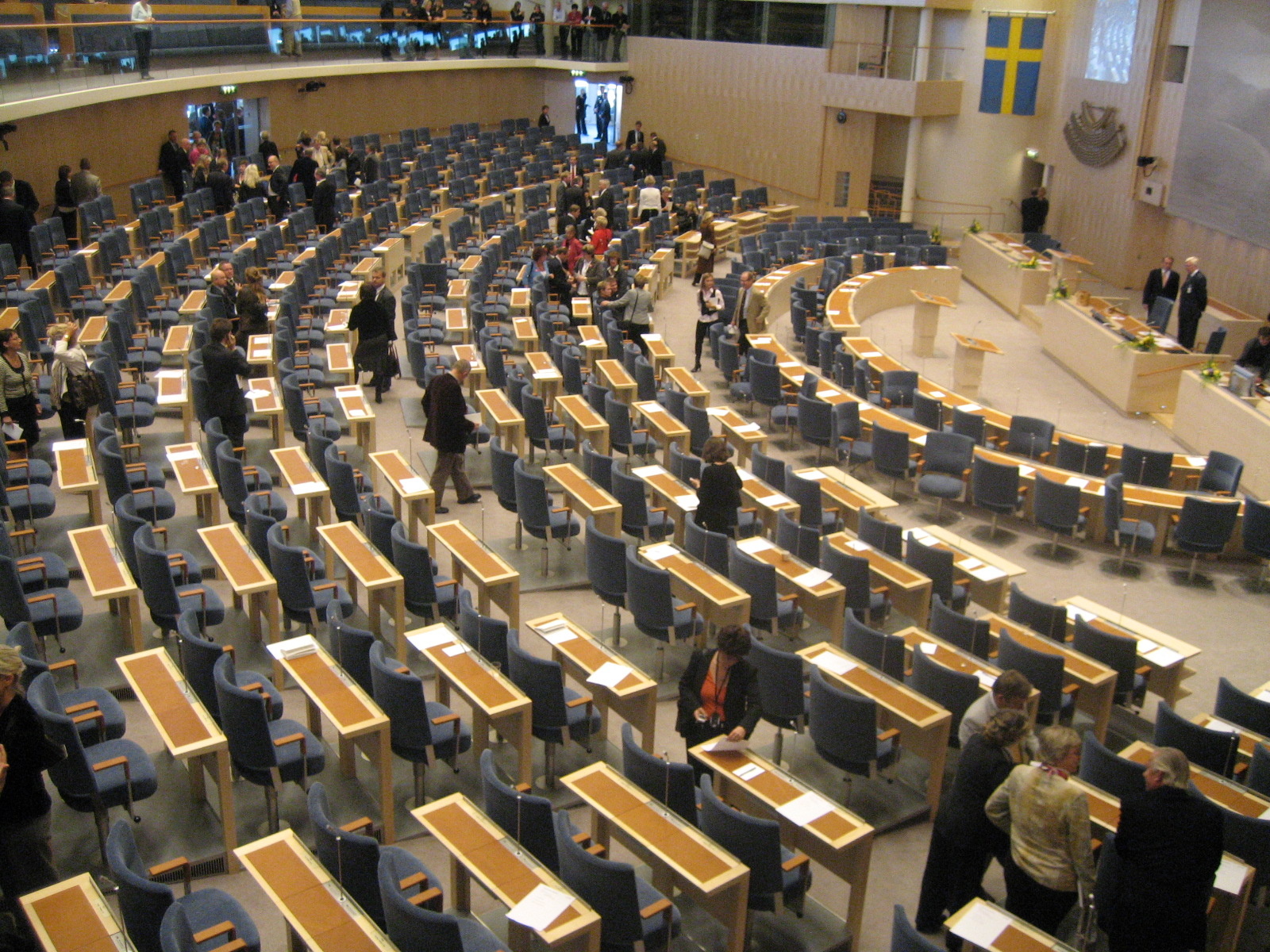
У будівлі парламенту «Риксдаг»

- Шведська соціал-демократична партія (швед. Sveriges Socialdemokratiska Arbetarepartiet)
- Помірна коаліційна партія (швед. Moderata Samlingspartiet). Заснована в 1904 р. (до 1969 р. — «Права партія»), налічувала у 1975 р. близько 200 тис. членів.
- Партія центру (заснована в 1913 р., до 1957 р. — це «Селянський союз», у 1975 р. налічувала 125 тис. членів).
- Народна партія — ліберали (швед. FoIkpartiet), заснована в 1934 р., налічувала у 1975 р. 69 тис. членів.
- Християнсько-демократична партія (швед. Kristen Demokratisk Samling), заснована в 1964 р.. Виражає інтереси правих клерикальних кіл.
- Ліва партія Швеції (швед. Vansterpartiet kommunisterna) заснована в 1917 р. (в 1917—1921 рр. — Ліва соціал-демократична партія Швеції, в 1921—1967 рр. — Комуністична партія Швеції). Об'єднує робітників, службовців, інтелігенцію. Та «Робоча партія — комуністи» (швед. Arbetarpartiet kommunisterna), заснована в 1977 р. в результаті виходу з Лівої партії комуністів частини її членів.
- Партія зелених
- Шведські Демократи

### Представлені у Європарламенті

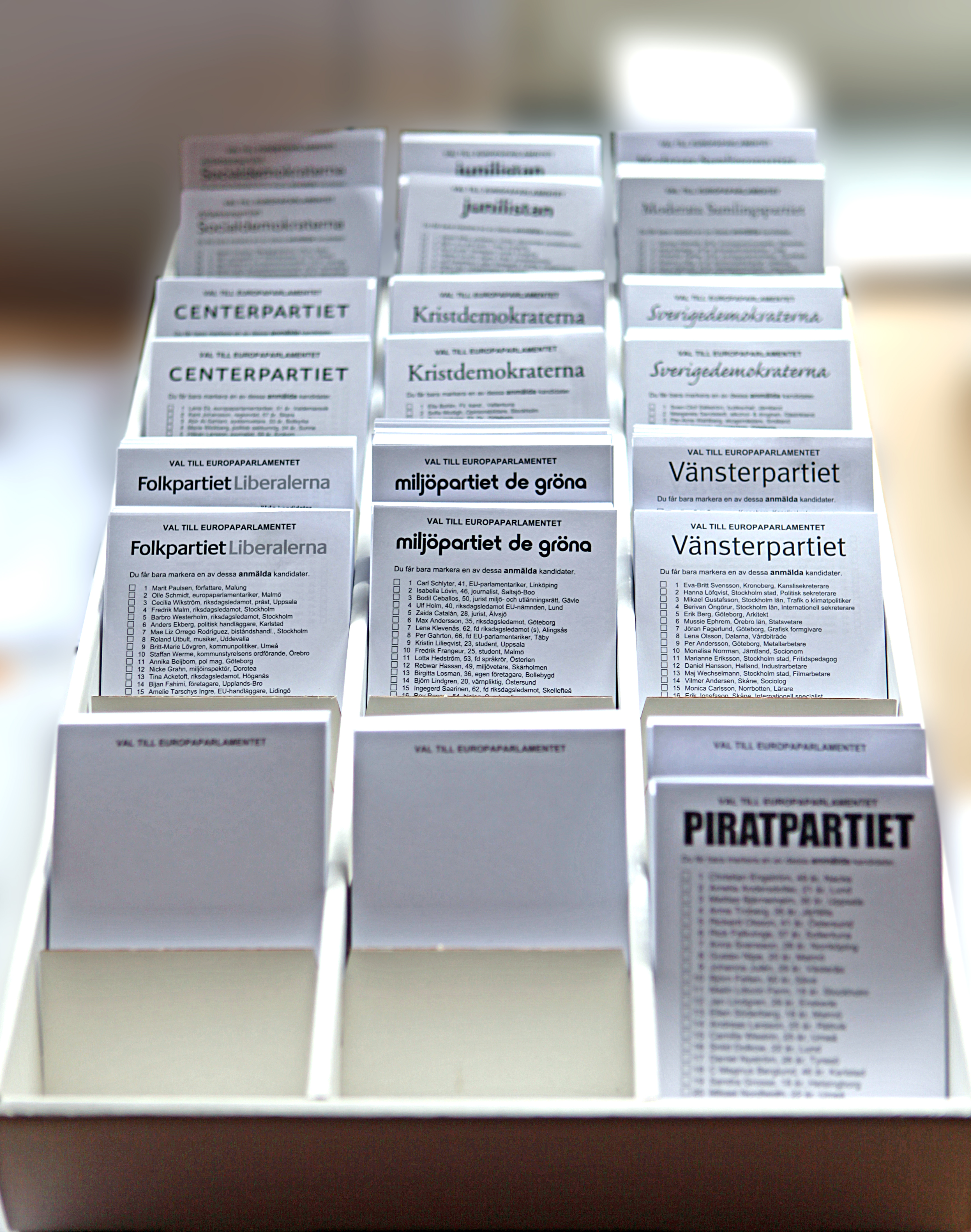
Бюлетені шведських політичних партій на виборах до Європарламенту (2009 р.)

- Партія піратів Швеції

## Інші партії
- Жіноча ініціатива (швед. Feministiskt initiativ — Fi чи F!)
- Червневий список (швед. Junilistan — jl)
- Партія інтересів пенсіонерів (швед. Sveriges Pensionärers Intresseparti — SPI)
- Партія охорони здоров'я (швед. Sjukvårdspartiet — SVP)
- Антиєврейська бойова ліга Швеції

## Малі партії
- Жонглерської партія (швед. Jongleringspartiet) — регіональна партія в Стокгольмському лені, яка бореться за те, щоб у суспільстві по можливості якомога більше жонглювали як у цирку.
- Вибір шляху (швед. Vägvalet) — місцева Гетеборзька партія, мета якої — відміна в Гетеборзі «дорожніх зборів».
- Нордичний Союз (швед. Nordisk Union) — націоналістична партія виступаюча за відновлення унії між Швецією, Норвегією та Данією.
- Іммігрантська партія Швеції (швед. Invandrarpartiet Sverige) — регіональна партія в Йончопінґському лені, яка домагається інтеграції іммігрантів у шведське суспільство, виступає за відхід від поділу на «лівих» і «правих» у політиці.
- Партія прямої демократії (швед. Aktivdemokrati)
- Центр демократів (швед. Centrumdemokraterna)
- Класична ліберальна партія (швед. Klassiskt Liberala Partiet-KLP)
- Комуністична партія (швед. Kommunistiska Partiet)
- Комуністична партія Швеції (швед. Sveriges Kommunistiska партія)
- Європейська робоча партія (швед. Europeiska Arbetarpartiet)
- Національні демократи (швед. Nationaldemokraterna)
- Партія Норрботтен (швед. Norrbottenspartiet)
- Партія шведів (швед. Svenskarnas Parti)
- Права партія консерваторів (швед. Högerpartiet де konservativa)
- Соціалістична партія (швед. Socialistiska Partiet)
- Соціалістична партія «Справедливість» (швед. Rättvisepartiet Socialisterna)
- Комуністична ліга (швед. Kommunistiska Förbundet)
- Соціальна партія (швед. Sociala Partiet-SP)
- Унікальна партія (швед. Unika partiet)
- Єдність (швед. Enhet)
- Партія тверезості (швед. Spritpartiet)

## Історичні партії
- Партія «капелюхів» — існувала з 1734 до 1772 року з перервами. Виступала за протистояння з Росією.
- Партія «ковпаків» — існувала з 1739 до 1772 року з перервами. Виступала проти воєн з Російською імперією.

Націонал-Соціалістична робоча партія Швеції.Фашистська партія яка існувала у 1933—1950 роках.